# Дунцзян

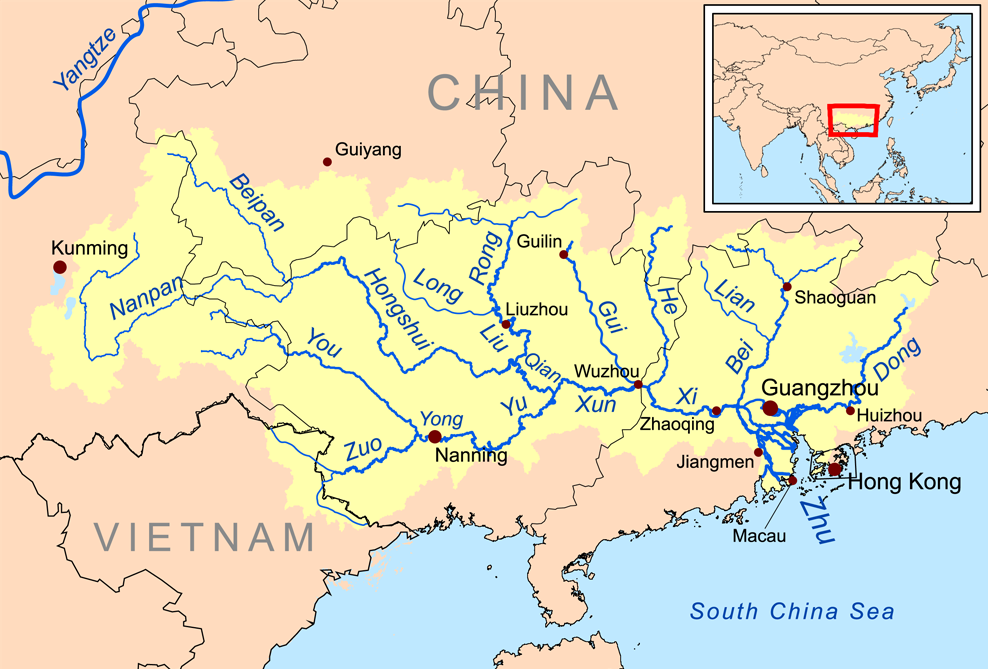
Бассейн реки Чжуцзян. Река Бэйцзян течёт с северо-востока на юго-запад к Гуанчжоу

Дунцзян (кит. упр. 东江, пиньинь Dōngjiāng, букв. «Восточная река») — река в китайской провинции Гуандун, которая, сливаясь с реками Бэйцзян и Сицзян, образует реку Чжуцзян. Исток находится в горах провинции Цзянси. Половодье во второй половине лета.
Река Дунцзян является основным источником пресной воды для Гонконга — с 1965 года Гонконг получает из неё до 70 % потребляемой воды.